# Thánh Gia
Thánh gia hay Thánh gia thất (tiếng Anh: Holy Family) là gia đình ba thành viên bao gồm người cha là Giuse, người mẹ là Maria và người con trai là Giêsu.

## Lich sử
Việc tôn kính Thánh gia trong giáo hội Công giáo chính thức bắt đầu vào thế kỷ 17 bởi Giám mục Chân Phước François de Laval, người Canada gốc Pháp, vị giám mục đầu tiên của Québec. Dòng Đa Minh và dòng Phanxicô cũng đã góp một phần lớn vào phong trào sùng kính Thánh gia này.

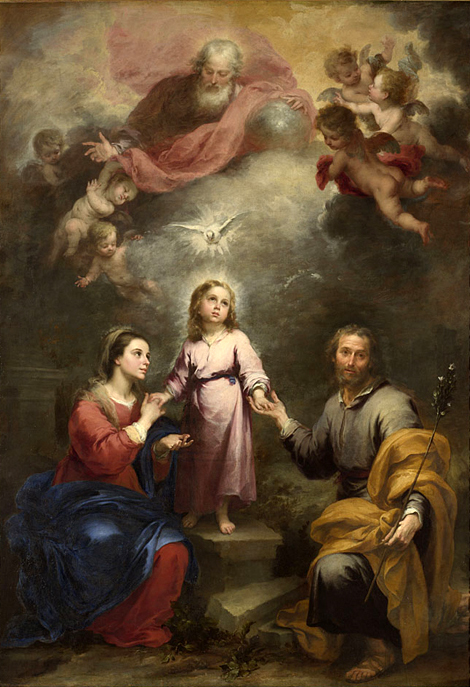
"Thánh Gia với Chúa Thánh Thần và Chúa Cha", tranh sơn dầu của Bartolomé Esteban Murillo (1618-1682).

## Lễ kính Thánh gia
Lễ Thánh Gia bắt đầu trước tiên từ Canada, dần dần lòng sùng mộ Thánh Gia lan rộng ra khắp hoàn cầu. Thời kỳ này, người ta nhận thấy các gia đình bị tục hóa, nhiều gia sản thiêng liêng, các giá trị của gia đình bị tiêu tán. Có nguy cơ gia đình bị băng hoại hoàn toàn. Vì vậy tín hữu tìm tới gia đình gương mẫu Thánh Gia để giúp các gia đình công giáo sống đạo và sống ơn bí tích hôn phối.
Năm 1893, Giáo hoàng Lêô XIII cho tổ chức lễ kính Thánh Gia vào ngày Chúa nhật trong tuần lễ Bát Nhật của Lễ Ba Vua, nghĩa là trong khoảng từ ngày 07 tháng 01 đến ngày 13 tháng 01 của năm. Trong năm này, người ta thấy có việc cử hành lần đầu tiên một lễ kính Thánh Gia, do lời xin với Tòa Thánh từ các giáo phận hoặc các dòng tu có lòng tôn sùng Thánh Gia.
Tuy nhiên, lễ Thánh Gia vẫn chỉ cho phép một số nơi cử hành, sau đó mới lan ra trong toàn thể giáo hội Công giáo. Và lễ Thánh Gia vẫn chưa có được chỗ đứng vững chắc trong Năm phụng vụ.
Năm 1911, trong sách Lễ Rôma, do Giáo hoàng Piô X cho tu sửa và công bố, cũng không có lễ Thánh gia. Năm 1920, lễ Thánh Gia mới lại được đưa vào trong sách lễ Rôma, và chỉ định ngày Chúa nhật thứ I sau lễ Hiển Linh.
Ngày 26 tháng 10 năm 1921, Thánh Bộ Nghi lễ đã ra một sắc lệnh truyền cử hành một số lễ trong toàn thể Giáo hội, trong số lễ này, có lễ Thánh Gia, được cử hành vào Chúa nhật Bát nhật sau Lễ Hiển Linh 
Năm 1969, Lễ Thánh Gia và lễ Đức Mẹ là Mẹ Thiên Chúa, là hai lễ được sắp xếp lại khi cải tổ năm phụng vụ và lịch phụng vụ do Công đồng Vaticanô II khởi xướng. Kết quả của việc cải tổ này áp dụng cho toàn thể Giáo hội Công giáo là lễ Thánh Gia được dịch sang Chúa nhật trong Tuần Bát nhật Lễ trọng Giáng sinh, hoặc nếu không có ngày Chúa nhật, thì cử hành vào ngày 30 tháng 12.
Hiện nay là lễ Thánh gia thất được cử hành vào Chúa nhật ngay sau lễ Giáng Sinh. Nếu Lễ Giáng Sinh và tết Dương Lịch rơi vào Chúa nhật (tức là không có Chúa nhật nào ở khoảng giữa), lễ Thánh Gia Thất sẽ được cử hành vào ngày 30 là ngày thứ sáu.

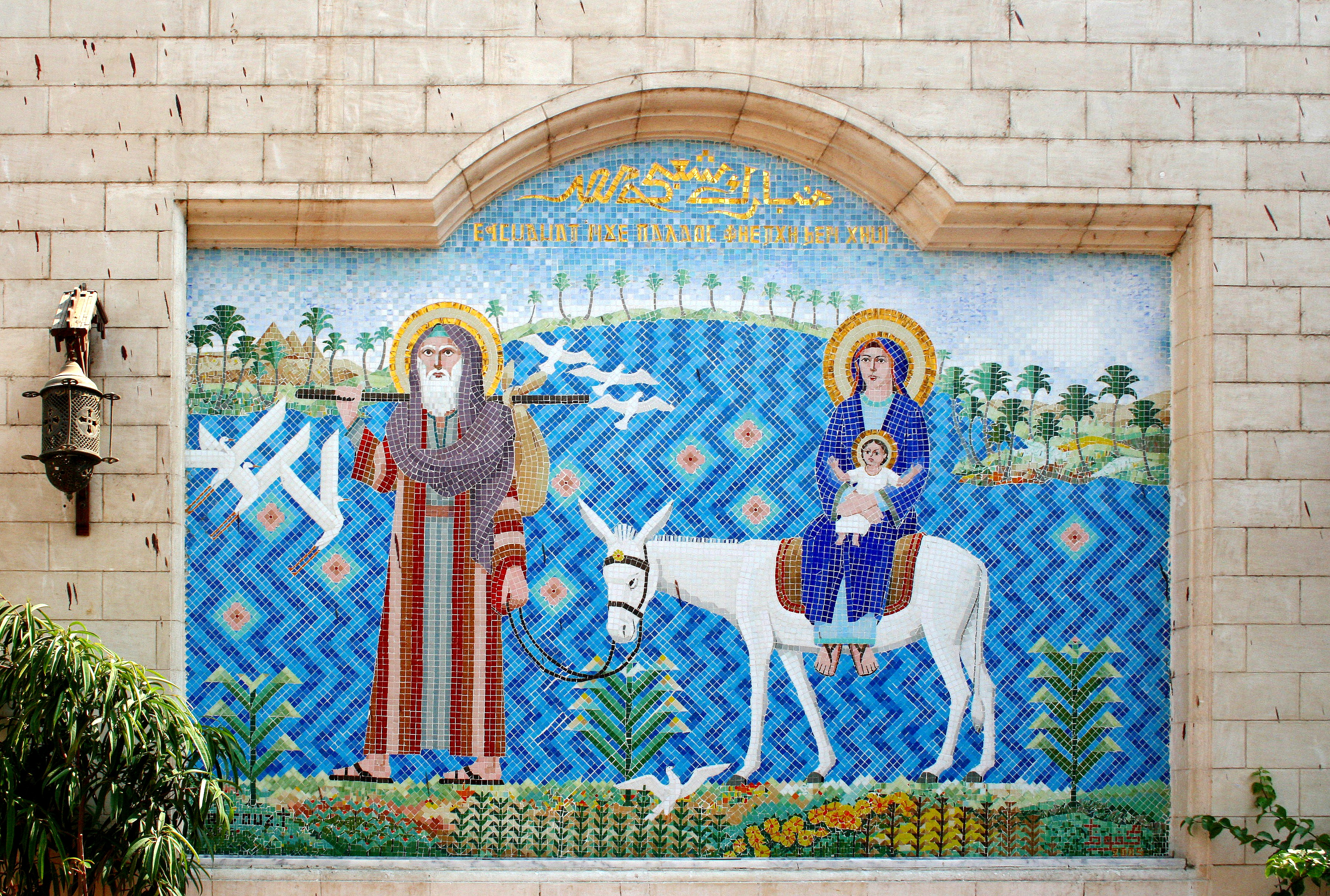
"Trốn sang Ai Cập", Nhà thờ Treo, khu Cairo Cổ.

## Ý nghĩa lễ Thánh gia
Năm 1921, khi ban hành việc mở rộng lễ Thánh Gia cho toàn thể Giáo hội Công giáo, Thánh Bộ Nghi lễ ban sắc lệnh như sau: " Việc mừng lễ Thánh Gia thất với một lễ phụng vụ là một điều rất thích hợp và giúp cho việc phát triển lòng sùng mộ đối với Thánh gia. Ngoài ra nhờ việc cử hành này, mà chúng ta suy niệm và bắt chước các nhân đức của các thành phần Thánh thiện trong gia đình Nazareth  ". Như vậy việc mừng lễ Thánh gia có chủ đích thần học là để ca tụng tôn vinh Ba Đấng Thánh trong nhà Nazareth. Việc này nhằm giới thiệu cho các gia đình Công giáo về một gia đình kiểu mẫu trong kinh Thánh để học tập theo.
Đây cũng là dịp để những thành viên trong gia đình nhớ về công lao của cha, mẹ và thêm gắn bó với gia đình của họ.

## Các hoạt động
Thánh gia cũng được chọn làm bổn mạng cho nhiều giáo xứ, nên việc tổ chức lễ kính Thánh Gia thường với quy mô lớn quy tụ nhiều người.
Lễ Thánh Gia cũng là dịp để mừng kỷ niệm ngày cưới theo từng năm của các gia đình (lễ "ngọc khánh", "ngân khánh" hay "kim khánh" trong hôn phối). Việc kỷ niệm này mang ý nghĩa chúc mừng và khích lệ các đôi hôn nhân trong dịp kỷ niệm thành hôn và nhắc nhở các Kitô hữu nhìn lại để canh tân đời sống hôn nhân gia đình.
- Tên "Thánh Gia" ngoài việc đặt cho một số nhà thờ,[18][19] còn được đặt cho một số hội dòng,[20][21] trường đại học [22] và bệnh viện [23][24][25]...

## Sách chuyên khảo
- Katherine Sotnik, Holy Family, ISBN 9781586175894
- Juan J. Sosa, Holy Family Prayer Book: Prayers for Every Family, ISBN 0764822179 - ISBN 9780764822179, Nhà xuất bản: Liguori Pubns, Ngày xuất bản: Ngày 1 tháng 10 năm 2012.
- Nts027, Nativity Set: Polyresin Holy Family Figurine, ISBN 6006937103900, Nhà xuất bản: Christian Art Gifts
- John L. Myers, Holy Family, ISBN 1555832008 - ISBN 978-1555832001, Nhà xuất bản: Alyson Books
- Karl Marx và Friedrich Engels, Gia đình thần Thánh, Ngày xuất bản: Tháng 11 năm 1844 [26]